# Класификација земљишта
Класификација земљишта подразумијева разврставање земљишта која се јављају у природи према одређеним заједничким својствима. Класификациони систем има шест категорија таксономских јединица, то су ред, класа, тип, подтип, варијетет и форма.

## Историјски развој
- фаза емпиријске поделе - подела земљишта по основним својствима земљишта
- геолошка фаза - где се сматрало да је земљиште површински слој литосфере
- агрохемијска фаза - везана је за појаву капитализма
- генетска фаза - везана је за истраживања Докучајева
- савремена фаза - садашњи развој земљишта

## Аутоморфна земљишта
Ред аутоморфних земљишта има пет класа:
- Неразвијена или слабо развијена земљишта:
  - Литосол или камењар
  - Сирозем или регосол
  - Ареносол или еолски песак
  - Колувијум или колувијално земљиште

- Хумуско-акумулативна земљишта:
  - Кречњачко-доломитна црница
  - Рендзина
  - Ранкер или хумусно-силикатно земљиште
  - Чернозем
  - Смоница или вертисол

- Камбична земљишта:
  - Гајњача или еутрични камбисол
  - Дистрично кисело земљите или дистрични камбисол
  - Смеђе земљиште на кречњаку или доломиту
  - Црвеница

- Елувијално-илувијална земљишта:
  - Лувисол или илимеризовано земљиште
  - Подзол
  - Смеђе подзоласто земљите или бруниподзол

- Антропогена земљишта:
  - Ригосол
  - Хортисол
  - Депосол

## Хидроморфна земљишта
Ред хидроморфних земљишта има шест класа:
- Епиглејна земљишта:
  - Псеудоглеј
  - Станоглеј

- Глејна земљишта:
  - Мочварно-глејно земљиште или еуглеј
  - Ритска црница или хумоглеј
  - Псеудоглејни глеј

- Флувијална или Флувиоглејна земљишта:
  - Алувијално земљиште или флувисол

- Семиглејна класа:
  - Флувијално ливадско земљиште или хумофлувисол

- Тресетна земљишта или хистосол:
  - Ниски тресет
  - Високи тресет
  - Прелазни тресет

- Антропогена хидроморфна земљишта:
  - Риголовано тресетно земљиште
  - Пиринчана земљишта
  - Хидромелиорисано земљиште

## Халоморфна земљишта
Ред халоморфних земљишта има три класе:
- Акутно заслањена земљишта:
  - Солончак

- Алкализована земљишта:
  - Солоњец

- Деалкализована земљишта:
  - Солођ

## Субаквална земљишта
Спадају у двије групе:
- Неразвијена: протопедон
- Развијена: гитја, дај и сапропел